# Octaaf De Bolle
Octaaf De Bolle is een personage uit Samson en Gert, gespeeld door Walter Van de Velde.

## Ontwikkeling
In september 1992 werd Walter Van de Velde in de serie geïntroduceerd als Octaaf. In 1994 stopte hij tijdelijk met de rol, omdat hij de handen vol had met de creatie van zijn televisieserie Lili en Marleen, maar na de succesvolle opstart daarvan pikte hij de draad bij Samson en Gert weer op. In mei 2002 stopte Van de Velde definitief met de rol, omdat hij er naar eigen zeggen op was uitgekeken en het wat kalmer aan wilde doen door zich enkel nog toe te leggen op zijn scenariowerk voor Hallo België! en Lili en Marleen. 
Na enige aandrang van Studio 100 keerde Van de Velde in 2008 toch nog terug voor de film Hotel op stelten. In 2017 maakte Van de Velde ook weer zijn opwachting als Octaaf tijdens de Sportpaleisconcerten Throwback Thursday in het Sportpladijs en in 2019 was hij te zien in de laatste videoclip van Samson en Gert. Op 8 maart 2025 maakte Octaaf een korte verschijning in het programma De Droomfabriek.

## Personage
Octaaf De Bolle is een personage dat bij aanvang van de derde jaargang in september 1992 voor het eerst in de serie verscheen, samen met zijn dochter Miranda. Zij werden de nieuwe buren van Samson en Gert. Nadat Miranda uit beeld verdween, maakte halverwege de vierde jaargang mevrouw Jeaninne, de moeder van Octaaf, haar intrede. Zowel de moeder van Miranda als de vader van Octaaf verschenen nooit in beeld en kwamen ook nooit ter sprake. Enige uitzondering is dat Jeannine weleens geregeld de opmerking dat heeft ie van z'n vader! maakt wanneer Octaaf iets heeft mispeuterd of dat heeft ie van mij wanneer hij iets slims doet en zij fier op hem is. Ten slotte heeft hij ook nog een neef genaamd Walter, die voorkwam in de aflevering Neef Walter (2001) en net als Octaaf vertolkt werd door Walter Van De Velde.
Octaaf is een erg ijdele en opschepperige man die zichzelf de ene specialiteit na de andere toekent, zichzelf gewoonlijk overschattend. Dit leidt tot zijn gekende catchphrase: "Dat is nu toevallig een van mijn specialiteiten. Mijn Miranda zegt dat ook altijd: Pa, zegt ze, zoals jij kan (...) zo, ja, zo (...) ik, hè?"
Aanvankelijk werkte Octaaf als rekkenvuller in een grootwarenhuis in de stad, waar hij zijn baas geregeld hoofdpijn bezorgde door zijn vele vergissingen bij het invullen van bestelbonnen. Kort nadat mevrouw Jeannine bij hem kwam inwonen, raakte Octaaf zijn job kwijt bij het grootwarenhuis. De vrouw van de eigenaar wilde er een schoonheidssalon openen. Later opende Octaaf samen met zijn moeder de Kruidenierszaak De Bolle in de oude bibliotheek van het dorp. Ook hier blijft hij voortdurend fouten maken.
Octaaf maakt regelmatig ruzie met Alberto om onbelangrijke zaken.
Tegen mevrouw Jeannine heeft Octaaf dan weer allesbehalve een grote mond. Hij ligt erg onder de plak bij haar en durft ook nauwelijks te reageren wanneer ze hem kleineert. Samson spreekt Octaaf steevast aan als 'Meneer De Raaf'.

## Kledij
Octaaf draagt traditioneel een sobere flanellen broek en een geruit hemd met ouderwetse vlinderdas en daarboven een debardeur. De kleuren van zijn debardeur variëren naargelang de seizoenen:
- seizoen 3-4: blauw met grijze ruitjes
- seizoen 5: donkergroen met witte strepen
- seizoen 6-7 + film Hotel op stelten + concerten Throwback Thursday + videoclip Het allerlaatste liedje: groen met rode blokjes
- seizoen 8-12: rood met groene blokjes

In de aflevering Octaaf drummer (1996) wordt verklaard dat mevrouw Jeannine de debardeurs van Octaaf zelf breit.

## Trivia
- In een Samson & Gert studioshow en in de aflevering De drilboor wordt verteld dat Octaaf jarig is op 23 september. In de aflevering De paardenmolen (18 februari 2001) wordt gezegd dat hij op dat moment 48 jaar oud is, daaruit kunnen we dus uitmaken dat hij geboren is op 23 september 1952.
- Bij zijn eerste verschijningen kende Octaaf een running gag. Zoals bijvoorbeeld in de aflevering Octaaf miljonair is Octaaf niet in staat om met zijn normale bril te lezen en moest hij overschakelen op een leesbril. Enkele afleveringen later werd dit aspect achterwege gelaten.
- In de aflevering Enkel voor bejaarden heeft Octaaf bezoek van zijn neefje Pieter. Hij is een zoon van Odille, de zus van Octaaf.[bron?]